# Alain Manesson Mallet
Alain Manesson Mallet (París, 1630–1706) fue un cartógrafo e ingeniero militar francés. Comenzó su carrera como mosquetero de la guardia de Luis XIV de Francia y ascendió al rango de sargento mayor de artillería y al cargo de Inspector de Fortificaciones. También había servido antes para el rey de Portugal. Su formación como ingeniero militar y matemático le permitió ser profesor de matemáticas en la corte francesa.

## Biografía
Alain Manesson estudió matemáticas y geometría con el ingeniero militar Philippe Mallet en el Collège de Bourgogne de la antigua universidad de París. Después, Manesson Mallet se convirtió en mosquetero del regimiento de guardias del rey Luis XIV de Francia.
En 1663, al igual que el también ingeniero Pierre de Massiac, partió hacia Portugal para participar en la última fase de la Guerra de Restauración portuguesa al servicio del rey Alfonso VI. Bajo las órdenes del mariscal Federico de Schomberg, sirvió como ingeniero militar del rey y luego como sargento mayor de artillería en la provincia del Alentejo. Allí fortificó los castillos de Arronches (1666) y Ferreira (1667) y realizó reparaciones en los sistemas defensivos de Évora y Estremoz. Después de la firma del Tratado de Lisboa (1668), Manesson Mallet regresó a Francia, donde fue nombrado maestro de matemáticas en las Pequeñas caballerizas (Versalles).
En 1671 publicó la primera edición de su manual ilustrado de poliorcética y ciencia militar, Les Travaux de Mars, ou l'art de la guerre. Fue traducido al año siguiente al alemán por Philipp von Zesen y resultó varias veces falsificado, lo que demuestra su éxito. Una nueva edición en 1684 aumentó su extensión en otros tres volúmenes. Vauban, principal ingeniero de su tiempo que conoció a Mallet en 1674, poseía una copia de esta obra en su biblioteca y el filósofo Pierre Bayle destacó la «utilidad e importancia» de una obra «estimada por los más expertos del oficio». Les Travaux de Mars incluyó publicaciones recientes como los tratados de Simon Stevin, Jean Errard y Antoine de Ville, así como las Fortificaciones del conde Pagan que Manesson Mallet conocía personalmente.
También fue importante su publicación Description de L'Univers (1683) en cinco volúmenes. Esta obra contiene información muy variada como mapas de estrellas, mapas del mundo antiguo y moderno y un compendio de vestidos, religiones y gobiernos de las muchas naciones incluidas en su texto. Se ha sugerido que su trabajo como docente puede explicar su empeño en entretener a sus lectores, manifestado en las encantadoras escenas portuarias y paisajes rurales que incluye entre descripciones de conceptos y diagramas astronómicos. El propio Mallet es el autor de la mayor parte de los dibujos grabados en su libro. Bayle lo consideró «una curiosidad con mil cosas relacionadas con la Geografía y la Historia».
En 1702 apareció su tercera y última publicación, La Géométrie pratique, basada en los cursos de Philippe Mallet, una obra adornada con varios cientos de grabados con vistas de monumentos realizados por Manesson Mallet a partir de obras de Israël Silvestre y de Gabriel Pérelle. Aunque en la introducción de La Géométrie pratique anuncia que continuaría escribiendo sobre geometría y marina, Manesson Mallet no tuvo ocasión de publicar una cuarta obra porque falleció cuatro años después, en 1706. Alejandro Dumas le rindió homenaje al mencionarlo en el capítulo LXIX de El vizconde de Bragelonne. 

## Galería

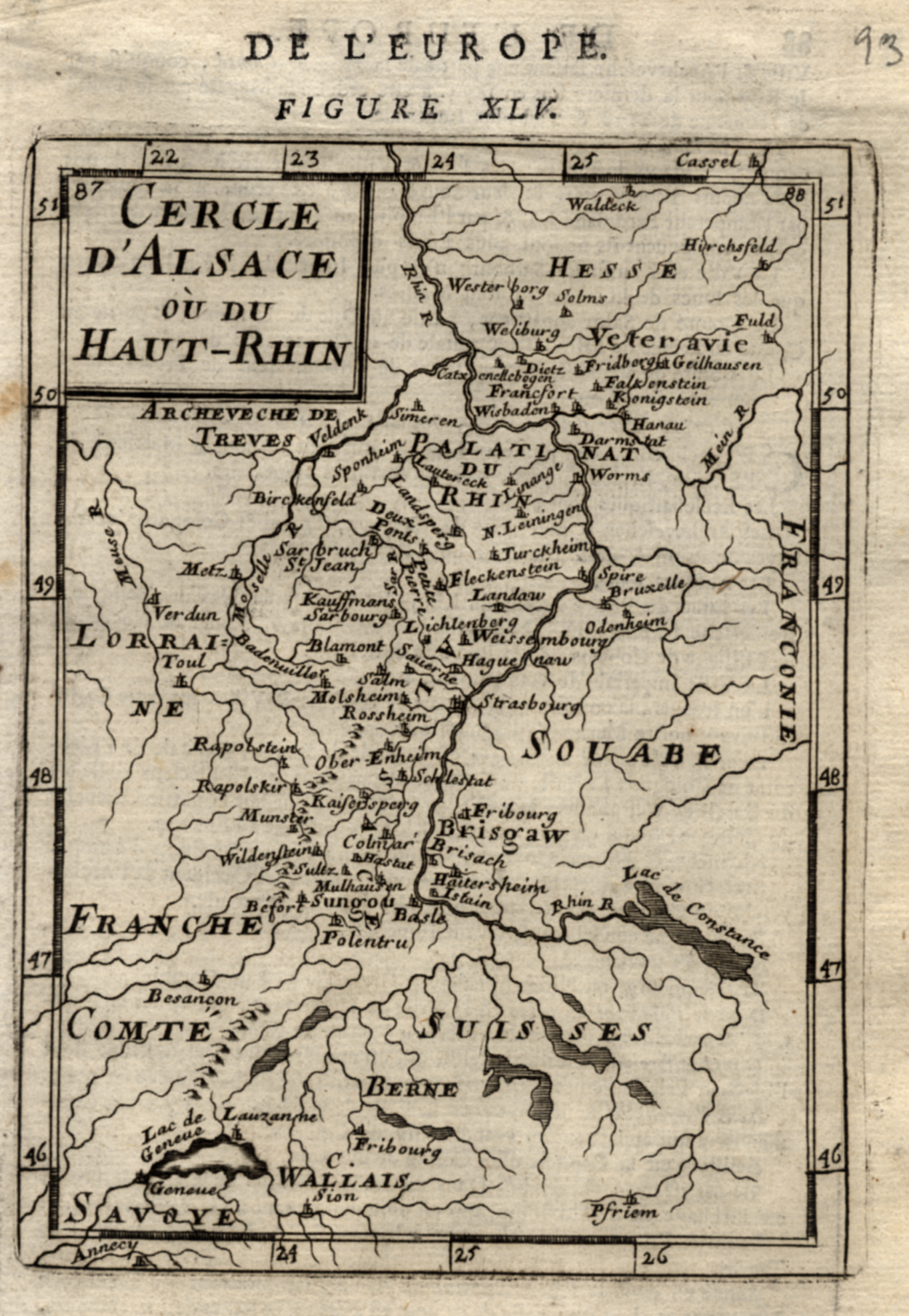
Mapa de Description de L'Univers.
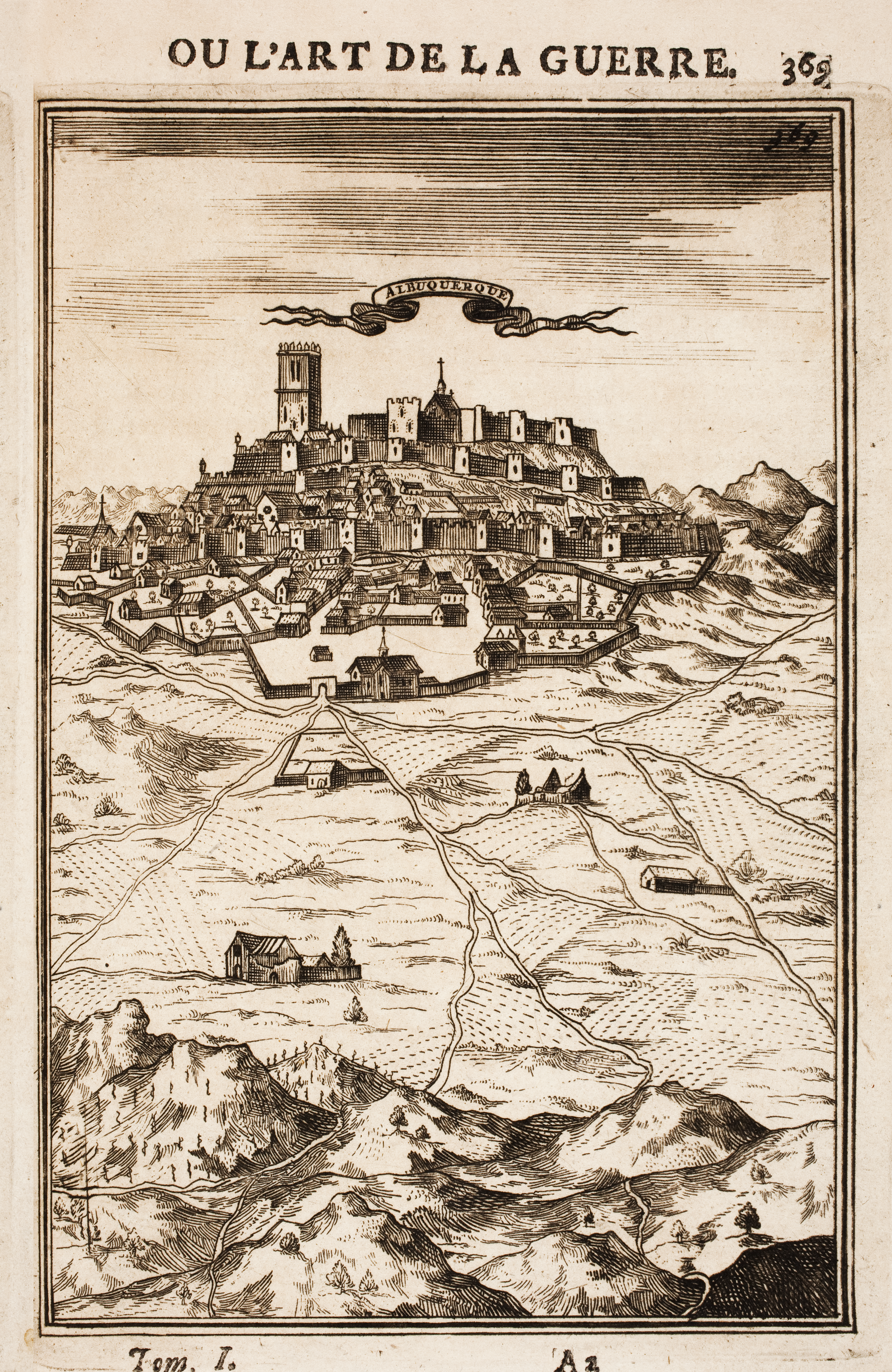
Página de Les Travaux de Mars ou l'Art de la Guerre mostrando Alburquerque, en Badajoz.
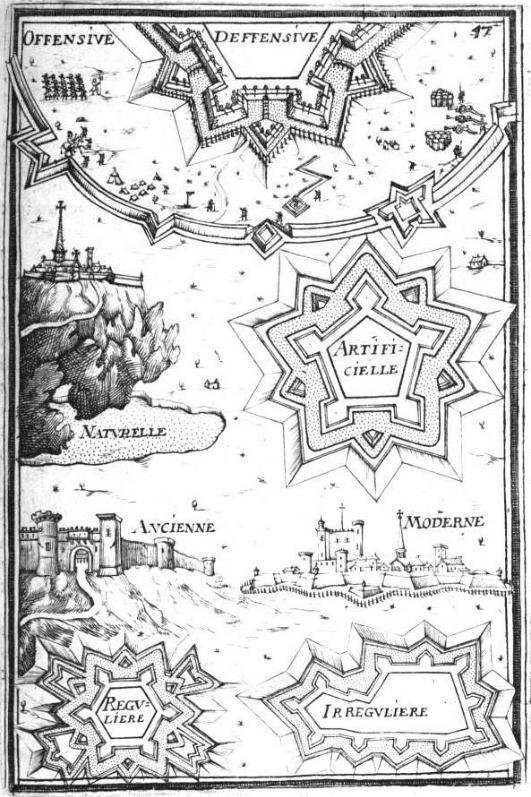
Tipos de fortificaciones (Les Travaux de Mars, t. I, pl. XXI).
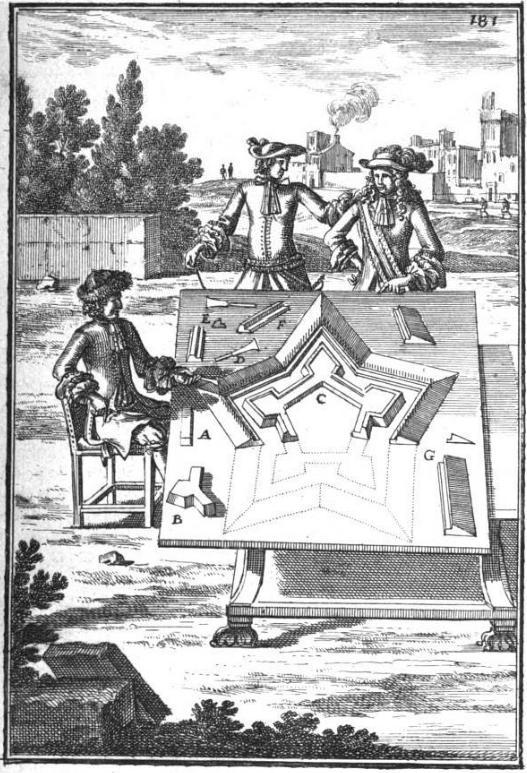
Construcción de un plano relieve (Les Travaux de Mars, t. I, pl. LXXV).
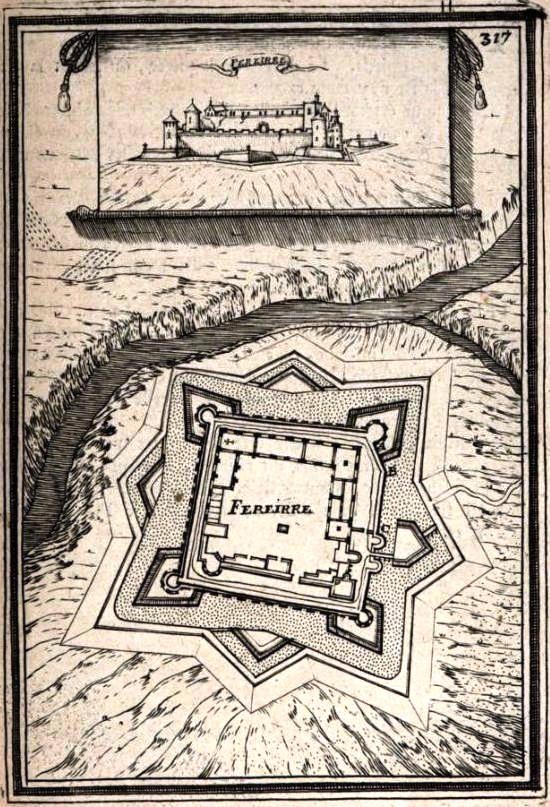
Castillo de Ferreira, fortificado por Manesson Mallet después del asedio por el mariscal Federico de Schomberg el 27 de abril de 1667 (Les Travaux de Mars, t. I, pl. CXXXII).
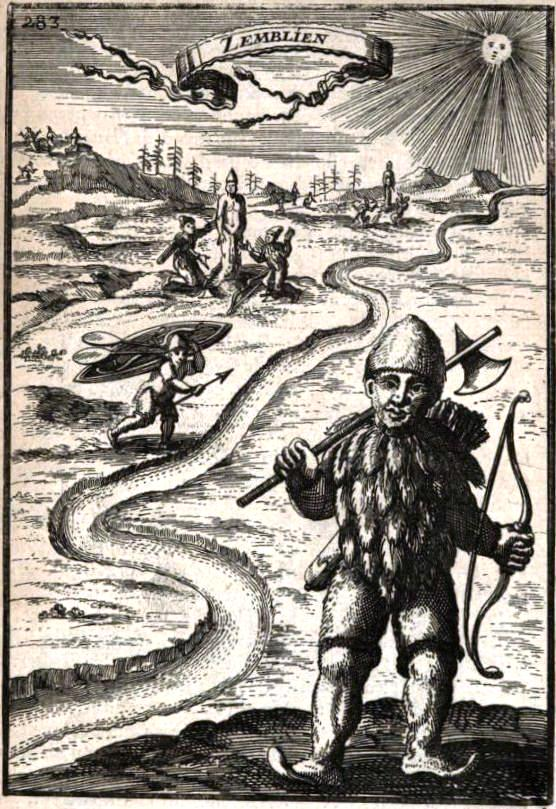
Los Zemblinos (Description, t. I, pl. CIII).
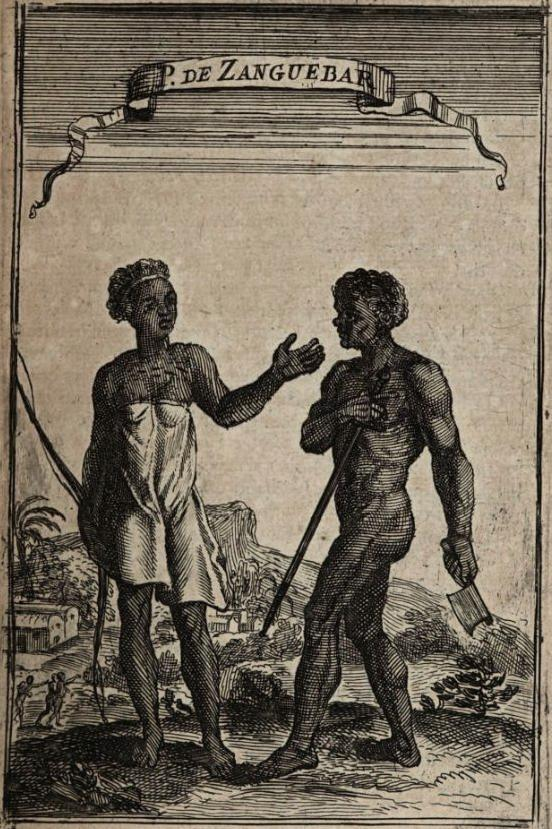
Gentes de Zanzíbar (Description, t. III, pl. XXXVI).
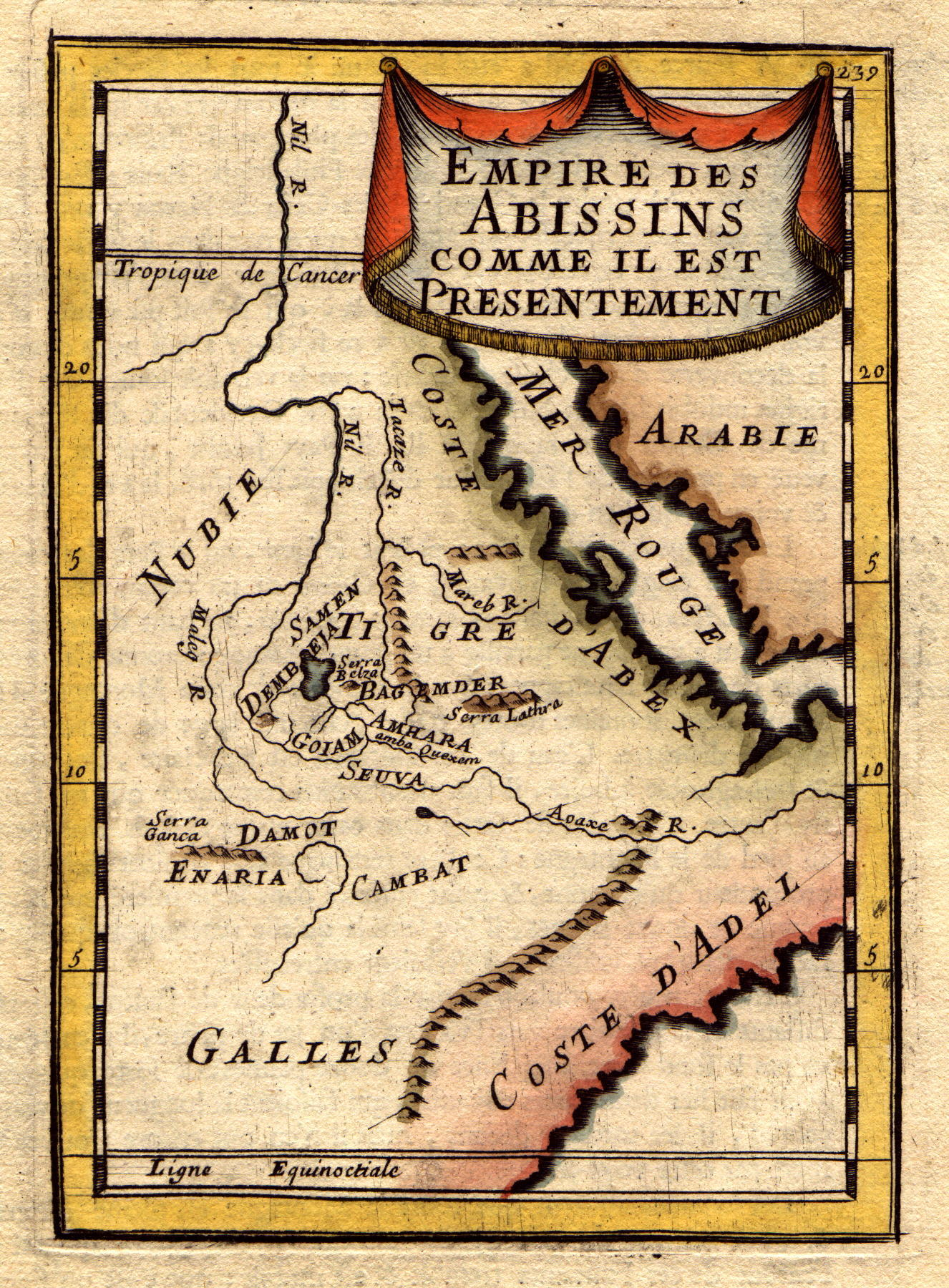
Mapa del Imperio de los Abisinios (Description, t. III, pl. XCV).
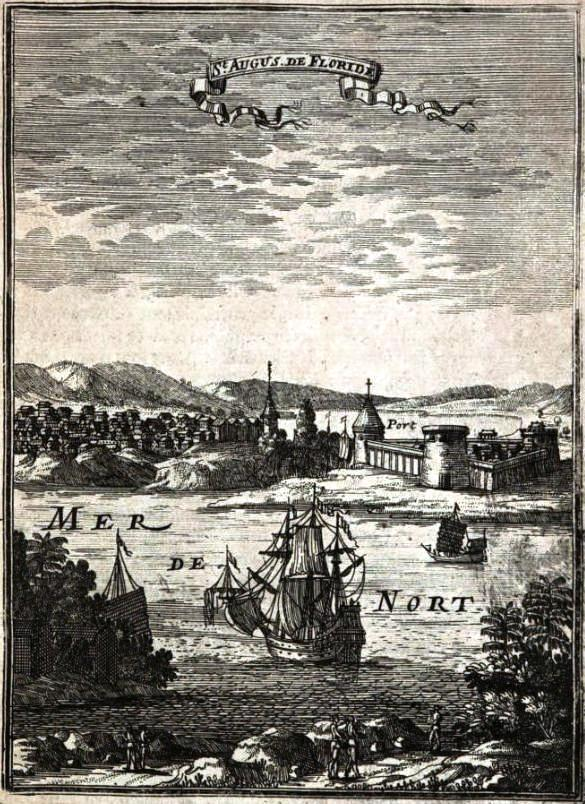
San Agustín (Florida) (Description, t. V, pl. CXXIX).
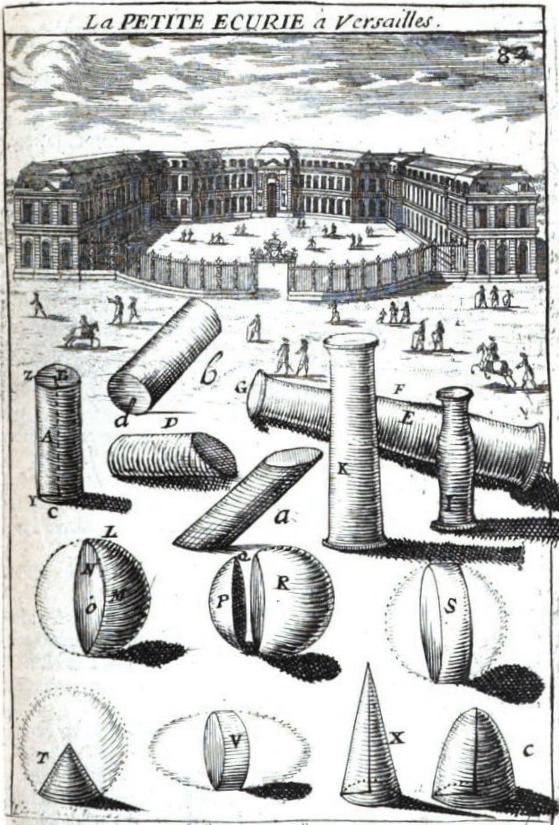
Formas geométricas delante de las Pequeñas caballerizas (Versalles), donde Manesson Mallet enseñó matemáticas (La Géométrie pratique, t. I, pl. XXXIX).
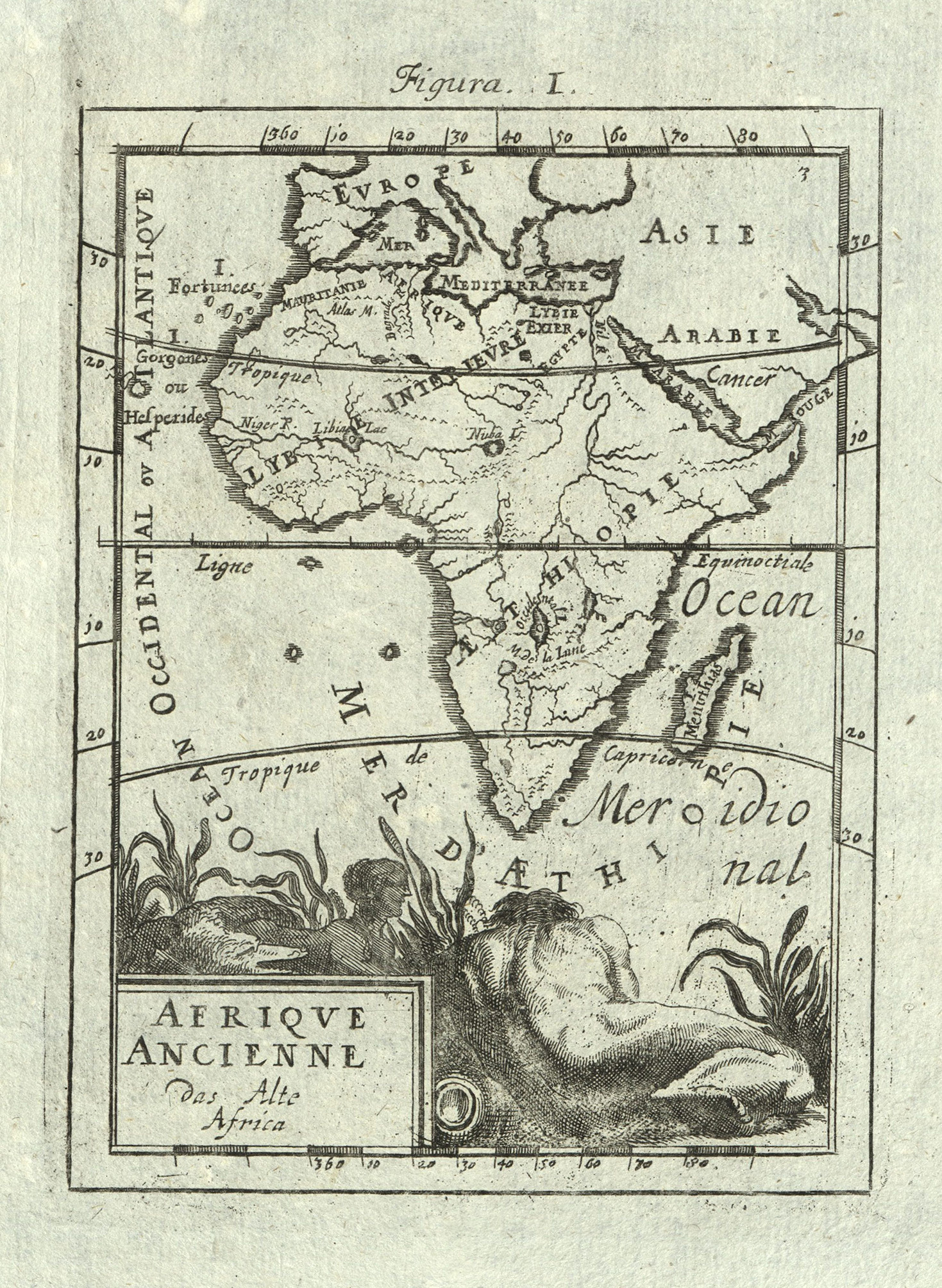
Afrique Ancienne, 1719

### Publicaciones de Manesson Mallet

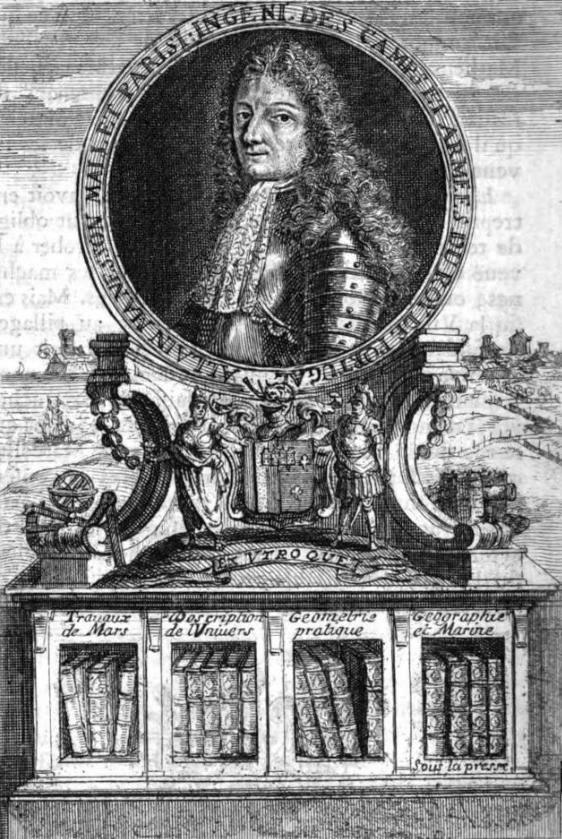
Autorretrato del autor sobre su obra La Géométrie pratique (1702).

- Les travaux de Mars, ou l'art de la guerre divisez en trois parties, La Haya: Henri van Bulderen, 1696 (Lire en ligne)
- Les Travaux de Mars, ou l'art de la guerre, Paris, Jean Henault y Claude Barbin, 1671.
- Description de l'Univers, contenant les différents systèmes du monde, 5 volúmenes, Paris, Denis Thierry, 1683.
- Les Travaux de Mars, ou l'art de la guerre nouvelle édition augmentée, 3 volúmenes, Paris, Denis Thierry, 1684.
- La Géométrie pratique, 4 volumes, Paris, Jean Anisson, 1702.

### Sobre Manesson Mallet
- Émilie d'Orgeix, «Alain Manesson Mallet (1630-1706) - Portrait d'un ingénieur militaire dans le sillage de Vauban », Bulletin du Comité français de cartographie, n.º 195, marzo de 2008, p. 67-74.